# Università degli Studi di Roma "La Sapienza"
L'Università degli Studi di Roma "La Sapienza" (nota anche come Sapienza Università di Roma o semplicemente La Sapienza) è un'università statale italiana fondata nel 1303, tra le più antiche del mondo nonché la più antica della città.
Nata per volontà di papa Bonifacio VIII che, il 20 aprile 1303, con la bolla pontificia In Supremae praeminentia Dignitatis, istituì a Roma lo Studium Urbis, con oltre 120 000 studenti (2022) è la più grande università d'Europa, a lungo l'unica università statale di Roma.
La Sapienza ha ospitato, nel corso della sua plurisecolare storia, alunni illustri e ha contribuito a formare gran parte della “classe dirigente” italiana. La Sapienza annovera collaborazioni con alcune delle università più illustri e prestigiose al mondo, come l'Università Columbia di New York, l'Università Cornell di Ithaca, la Sorbonne Université di Parigi e l'Università Complutense di Madrid. Nel 2025, secondo la classifica del Center for World University Rankings (CWUR), si conferma il primo ateneo italiano nel mondo a nel sud Europa per il 14º anno consecutivi
Le tasse universitarie variano a seconda del livello di studi, del corso scelto e della condizione familiare attraverso il documento ISEE. In particolare, il costo di partecipazione può variare dai 500 a 3000 euro all'anno.

## Storia

### Fondazione delloStudium Urbis

Il cortile del Palazzo della Sapienza, sede dell'ateneo fino al 1935

Nel XIV secolo, operavano a Roma diverse istituzioni scolastiche, ma senza un ente ufficialmente riconosciuto ed esterno alla corte papale. Con la bolla di Bonifacio VIII In Supremae praeminentia Dignitatis del 20 aprile 1303, viene istituita la prima università di Roma, lo Studium Urbis. I finanziamenti iniziali giungevano dalla tassazione del vino forestiero, oltre alla munificenza di alcuni nobili romani. Quando la sede pontificia fu spostata ad Avignone, la gestione dell'Università fu affidata al Comune di Roma.
Durante tutto il periodo rinascimentale diversi papi richiesero al Comune l'incremento del corpo docente, con l'inserimento prosecutivo di nuove cattedre. Inoltre vennero acquistati diversi edifici del rione Sant'Eustachio, dove durante il Seicento venne costruita la nuova sede, voluta da Alessandro VII, fondatore tra l'altro della stessa Biblioteca Alessandrina, ancora oggi in piena attività; la sede fu istituita presso il Palazzo della Sapienza. Infatti, da appena dieci anni, il nome "Sapienza" era divenuto quello ufficiale. Dopo alcuni anni, Francesco Borromini costruì la chiesa di Sant'Ivo alla Sapienza, la quale, sul portone principale, reca scritto Initium sapientiae timor Domini ("L'inizio della sapienza è il timor di Dio").

### Riforme napoleoniche
Diverse furono le riforme successive, fra cui le più note quelle di papa Benedetto XIV (1748) e della Repubblica Romana (1798), ma di fondamentale importanza fu quella introdotta dai francesi stanziatisi a Roma dopo la conquista: l'università viene infatti uniformata alla legislazione imperiale francese, e la sede viene spostata al Palazzo del Collegio Romano, per volontà del rettore Giovanni Ferri de Saint-Constant (1811-1815).

### Italia post-risorgimentale e fascista

Città Universitaria su progetto di Marcello Piacentini (1935)

Durante la fase di passaggio fra lo Stato Pontificio e il Regno d'Italia, garante dell'istituzione fu Terenzio Mamiani, che laicizzò l'ateneo. Il 3 ottobre 1870 fu nominato primo rettore Clito Carlucci, rimasto in carica fino al 1872. Durante il suo mandato Carlucci attuò profonde riforme, prima fra tutte l'introduzione di un istituto di fisiopatologia, nel quale vennero aperti gli insegnamenti di fisiologia sperimentale, istologia e anatomia patologica.
Il 27 agosto, con decreto regio, fu estesa alla Sapienza la legge Casati con conseguente inquadramento nella legislazione nazionale. Fu creato un laboratorio per le esercitazioni chimiche e farmaceutiche e si dotarono il più possibile i gabinetti scientifici già esistenti, soprattutto quelli di mineralogia, geologia e paleontologia. Furono poi istituite molte altre cattedre sia nell'area giuridica sia economica e financo un insegnamento di storia moderna. La Sapienza subì poi un periodo di crisi in concomitanza con il primo conflitto mondiale, a causa degli scontri fra interventisti e neutralisti.
Quando a ottobre 1931, in pieno fascismo, fu richiesto ai docenti universitari l'obbligo di giurare fedeltà, quattro accademici della Sapienza si rifiutarono di sottoscriverlo, perdendo la cattedra: Ernesto Buonaiuti (storia del cristianesimo), Giorgio Levi Della Vida (studi orientali), Gaetano De Sanctis (storia antica) e Vito Volterra (matematica e fisica). Nel 1935 il nuovo complesso ideato da Marcello Piacentini, la nuova Città Universitaria, fu inaugurato alla presenza dei reali d'Italia.
Dopo il secondo conflitto mondiale, l'università riprese rapidamente la sua attività e fu realizzata, sempre su progetto di Piacentini, la chiesa della Divina Sapienza.
Il 27 aprile 1966, in occasione del rinnovo dell'organismo rappresentativo degli studenti, attivisti neofascisti del "FUAN-Caravella" provocarono violenti incidenti all'interno della facoltà di Lettere e Filosofia; in tali incidenti rimase ucciso Paolo Rossi, studente di architettura iscritto al PSI, precipitato dal muretto di destra alla sommità della scalinata della facoltà di Lettere. Dopo alcuni giorni, il 2 maggio 1966, a seguito delle richieste di dimissioni, cui si unirono i gruppi del PCI, PSI, PSIUP, PSDI e PRI della Camera dei Deputati, per la prima volta nella storia dell'Università il rettore Giuseppe Ugo Papi si trovò costretto a dimettersi.
Due anni più tardi, nel marzo 1968, una sede della facoltà di Architettura fu teatro di uno scontro tra studenti di destra e sinistra con la polizia, che passò alla cronaca e, successivamente alla storia, come battaglia di Valle Giulia. La Sapienza diviene un punto di riferimento nazionale del movimento studentesco del 1968 e rimane un luogo di fermento politico per tutti gli anni settanta. In particolare, la Sapienza fu luogo di grande agitazione durante il 1977, in occasione dello sviluppo del movimento che prese il nome da quell'anno. L'Ateneo infatti è teatro di scontri il 17 febbraio durante il comizio del segretario della CGIL Luciano Lama, quando gli studenti della sinistra extraparlamentare contestarono violentemente l'iniziativa del sindacato di irrompere nella città universitaria occupata dal movimento.

### Dal 2006 a oggi
Dal 27 novembre 2006, la Sapienza adotta un nuovo sistema di identità visiva: nel logo la Minerva è stata sostituita da un cherubino, che rimanda all'originaria sede del Palazzo della Sapienza. Nel novembre del 2009 il Senato accademico ha approvato un piano di riorganizzazione, superando la precedente divisione in Atenei federati, i quali comprendevano facoltà simili per argomenti di studio e autonome nella gestione delle risorse. Dopo la riorganizzazione strutturale del 2010, la Sapienza conta undici facoltà, oltre 60 dipartimenti, ventuno musei e cinquanta biblioteche.

## L'Università nelle cronache dal 1980 in poi
Il 12 febbraio 1980, le Brigate Rosse assassinarono all'interno dell'Università il giurista e docente Vittorio Bachelet.
Negli anni ottanta e novanta un grande scandalo, chiamato dai media "Esamopoli", investì l'Ateneo. L'inchiesta riguardava la compravendita di esami, accertata poi dall'autorità giudiziaria, da parte di decine di studenti delle facoltà di Economia e Commercio e di Giurisprudenza. La magistratura appurò che si era costituito un sistema colluso: alcuni studenti, invece di sostenere gli esami, pagavano una cifra minima di 500 000 lire a un bidello, che faceva in modo che venisse registrato che li avevano superati. L'inchiesta coinvolse nomi illustri, come quello di Antonio Mastrapasqua.
Il 9 maggio 1997, un fatto di sangue segna la storia della Sapienza: la giovane studentessa Marta Russo, da poco uscita dall'aula in cui si teneva la lezione di diritto costituzionale, viene uccisa nel vialetto situato tra le Facoltà di Giurisprudenza, Scienze Politiche e Scienze Statistiche da un colpo sparato dall'aula 6 del dipartimento di Filosofia del diritto. Il fatto scuote a lungo l'opinione pubblica italiana e dà vita a un controverso caso giudiziario. Nel 2003, due assistenti dell'Istituto di Filosofia del Diritto, Giovanni Scattone e Salvatore Ferraro, vengono condannati con sentenza definitiva, il primo a cinque anni e quattro mesi di reclusione per omicidio colposo e il secondo a quattro anni e due mesi per favoreggiamento.
Il 15 gennaio 2008, la Santa Sede cancellò il programma di visita alla Sapienza di papa Benedetto XVI a seguito di una formale protesta sottoscritta da sessantasette accademici che hanno ritenuto inappropriata la presenza del Papa e il suo discorso di prolusione all'inaugurazione dell'anno accademico. La protesta era rivolta contro le posizioni della Chiesa nei confronti della scienza e in particolare stigmatizzando un'affermazione formulata nel 1990 da Papa Ratzinger, allora Cardinale che, riferendosi al processo intentato contro Galileo Galilei nel 1633 e al conseguente verdetto di colpevolezza, lo definì "razionale e giusto". L'iniziativa è stata parallelamente supportata dalle proteste degli studenti, durante quattro giornate di mobilitazione.
Il 25 ottobre 2022, la lista Azione Universitaria Sapienza (organizzazione giovanile di Fratelli d'Italia) invita in ateneo Fabio Roscani e Daniele Capezzone per un convegno sul capitalismo. In risposta a ciò, un gruppo di studenti di sinistra protesta al di fuori della struttura contro la rettrice, per aver autorizzato tale evento, e contro i ragazzi di Azione Universitaria denunciandoli di essere portatori di ideologie neofasciste. All'arrivo della Celere, per disperdere la folla, gli studenti vengono manganellati mentre tentavano di avvicinarsi all'ingresso dell'edificio per appendere uno striscione.
Il 6 maggio 2024 nasce un presidio di tende pro-Palestina organizzato dagli studenti, in corrispondenza ad altri Atenei italiani, che durante tutto il mese rivendica lo stop agli accordi con le università Israeliane e aziende belliche che contribuiscono all'occupazione, oltre ad organizzare conferenze e formazioni sul tema Palestina. Il presidio si conclude il 3 giugno con l'assemblea Nazionale delle varie acampade studentesche.

## Sedi

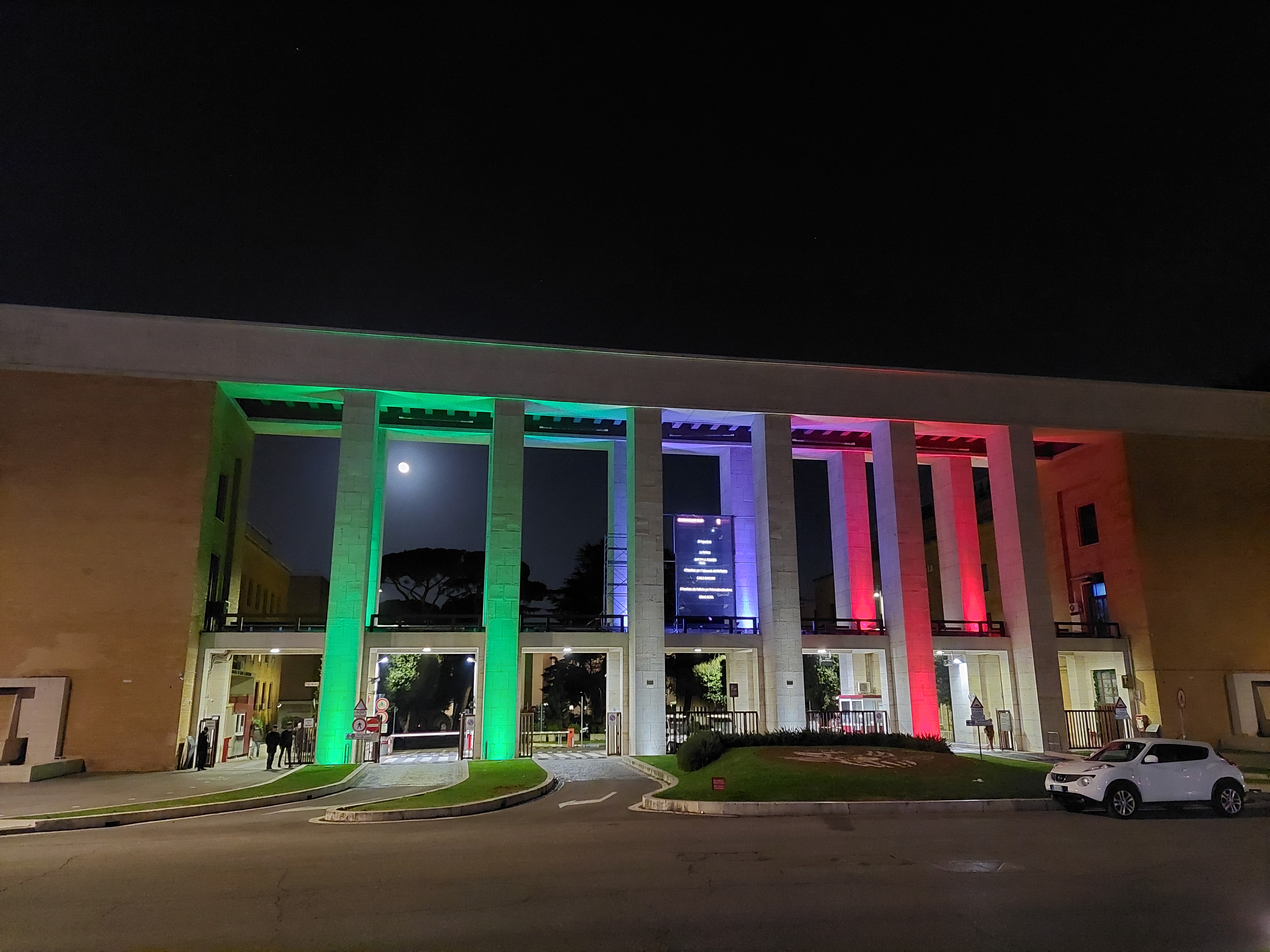
Ingresso monumentale per la Città universitaria, opera di Marcello Piacentini, illuminato con i colori della bandiera italiana

Oltre alle numerose sedi periferiche presenti a Roma, l’Università dispone di poli succursali a Latina (Polo Pontino), e a Rieti.
Per quanto riguarda i corsi di laurea afferenti alle professioni sanitarie, sono attive diverse sedi nella provincia di Latina (oltre al capoluogo, a Terracina e Gaeta), nella provincia di Frosinone (Frosinone, Cassino e Sora) e nella Città metropolitana di Roma Capitale (Bracciano, Civitavecchia, Nettuno, Colleferro e Ariccia). Sono inoltre presenti sedi fuori regione, a Pozzilli e Isernia.
Gli immobili di proprietà o concessi in uso perpetuo dal Demanio sono oltre cento, di cui trentotto situati all’interno della Città Universitaria e i restanti distribuiti in altre zone di Roma.
La Sapienza è inoltre collegata con due policlinici universitari, il Policlinico Umberto I e l’Ospedale Sant’Andrea, per lo svolgimento di attività didattiche e di ricerca in ambito medico.
La Città Universitaria occupa una superficie di circa 439.000 metri quadrati.

### Città universitaria
La città universitaria è stata realizzata durante gli anni trenta, nel pieno del ventennio fascista, da una serie di architetti razionalisti sotto la supervisione del più tradizionale architetto Marcello Piacentini, il quale era responsabile della pianta e del Palazzo del rettorato e aveva il diritto di effettuare modifiche agli altri progetti.

### Sedi a Roma
Ordinate per facoltà:
- Architettura:

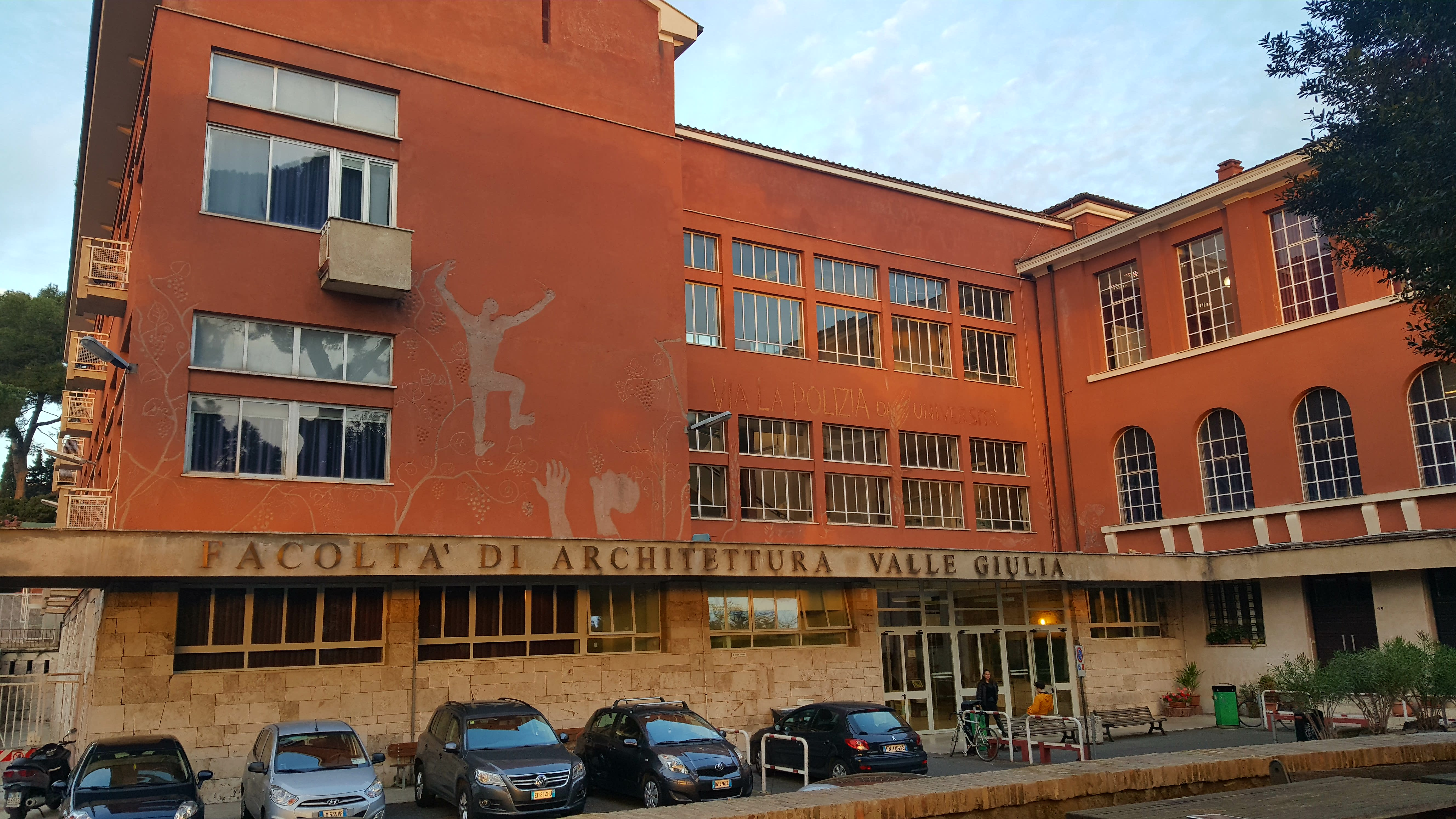
Facoltà di Architettura a Valle Giulia

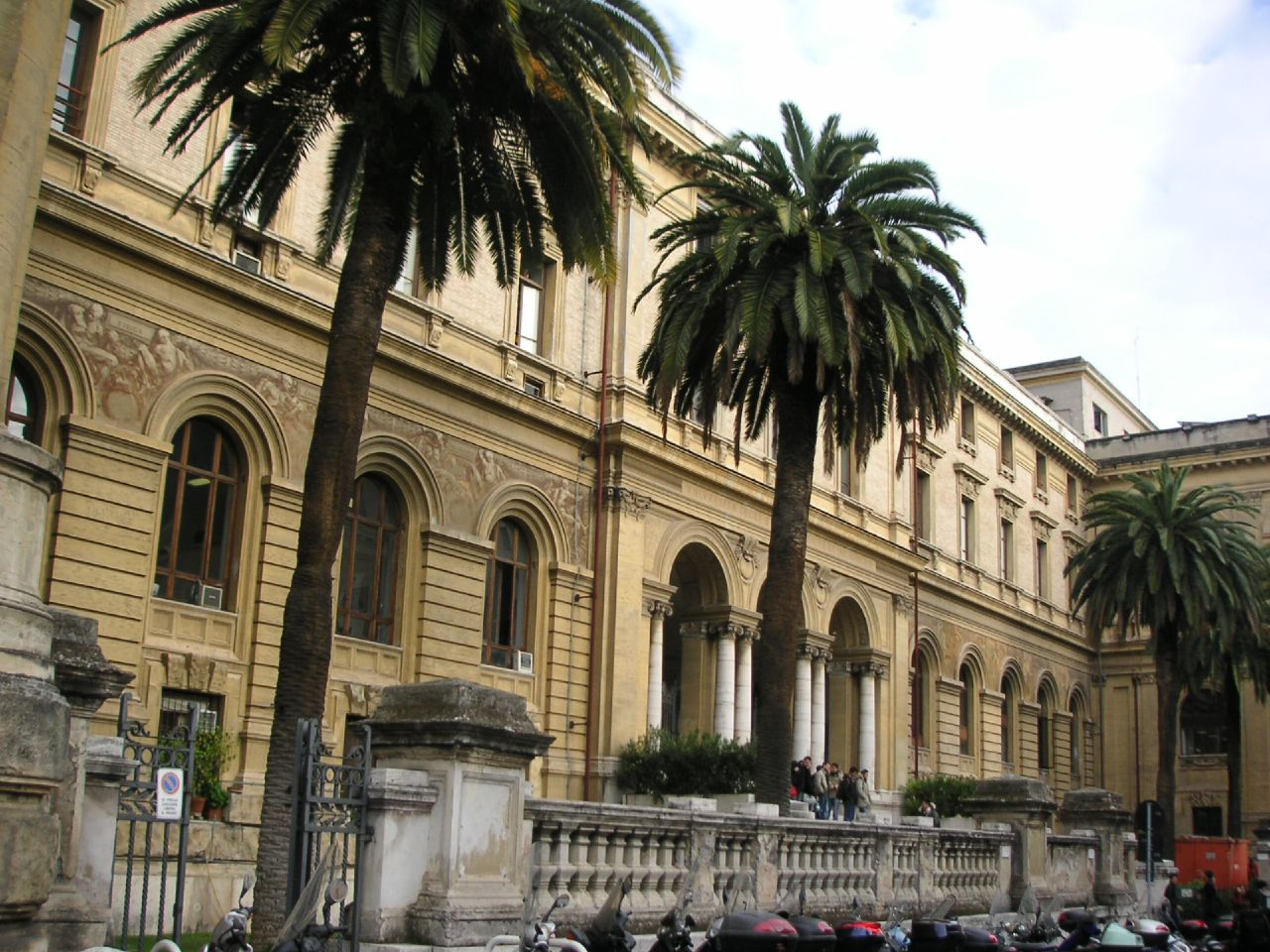
Facolta di Ingegneria in Via Eudossiana

  - Sede di Borghese - Piazza Borghese, 9
  - Sede di Flaminia - Via Flaminia, 70
  - Sede di Gianturco - Via E. Gianturco, 2
  - Sede di Gramsci (Valle Giulia) - Via A. Gramsci, 53
- Economia - Via del Castro Laurenziano, 9
- Farmacia e Medicina.
- Giurisprudenza.
- Ingegneria civile e industriale - Via Eudossiana, 18. Storica sede della facoltà, adiacente alla Basilica di San Pietro in Vincoli, si articola attorno a un chiostro cinquecentesco attribuito a Giuliano da Sangallo. Nacque come moderna Scuola di Ingegneria, sull'esempio di Parigi e Vienna, per volere di Pio VII nel 1817. È presente anche una sede secondaria in via A. Scarpa, 14.
- Ingegneria dell'informazione, informatica e statistica:
  - Dipartimento di informatica: Via Salaria, 113
  - Dipartimento di Ingegneria dell'informazione, elettronica e telecomunicazioni: Via Eudossiana, 118
  - Dipartimento di Ingegneria informatica, automatica e gestionale: Via Ariosto, 25
  - Dipartimento di Scienze statistiche: Città universitaria
- Lettere e Filosofia:
  - Edificio di Lettere e filosofia nella Città universitaria
  - Edificio Marco Polo (ex Sede Poste) - Via Circonvallazione Tiburtina, 4. Complesso inaugurato il 24 novembre 2017, ospita il Dipartimento di Studi europei, americani e interculturali, il Centro linguistico di Ateneo e l'Istituto italiano di studi orientali.
  - Ex Vetrerie Sciarra - Via dei Volsci, 122
  - Villa Mirafiori - Via Carlo Fea, 2. Ospita il Dipartimento di filosofia.[29]
- Medicina e Psicologia - Via dei Marsi, 78 e Via Carlo Fea, 2 (Villa Mirafiori ospita il Dipartimento di psicologia dello sviluppo)
- Medicina e Odontoiatria.
- Scienze matematiche, fisiche e naturali.
- Scienze politiche, Sociologia e Comunicazione - Via Salaria, 113, e alcune aule della ex caserma Sani di via Principe Amedeo, 184

### Sedi distaccate ed estere
- Latina: polo universitario di Latina
- Rieti: sede all'interno della Sabina Universitas
- Buenos Aires, Argentina: facoltà di economia, sede di Buenos Aires

## Struttura
A seguito della riorganizzazione del 2010, oggi si contano le seguenti undici Facoltà e una Scuola a statuto speciale:
- Architettura
- Economia
- Farmacia e Medicina
- Giurisprudenza
- Ingegneria civile e industriale
- Ingegneria dell'informazione, informatica e statistica
- Lettere e filosofia
- Medicina e Odontoiatria
- Medicina e Psicologia
- Scienze matematiche, fisiche e naturali
- Scienze politiche, Sociologia, Comunicazione
- Scuola di Ingegneria aerospaziale

### Facoltà di Architettura

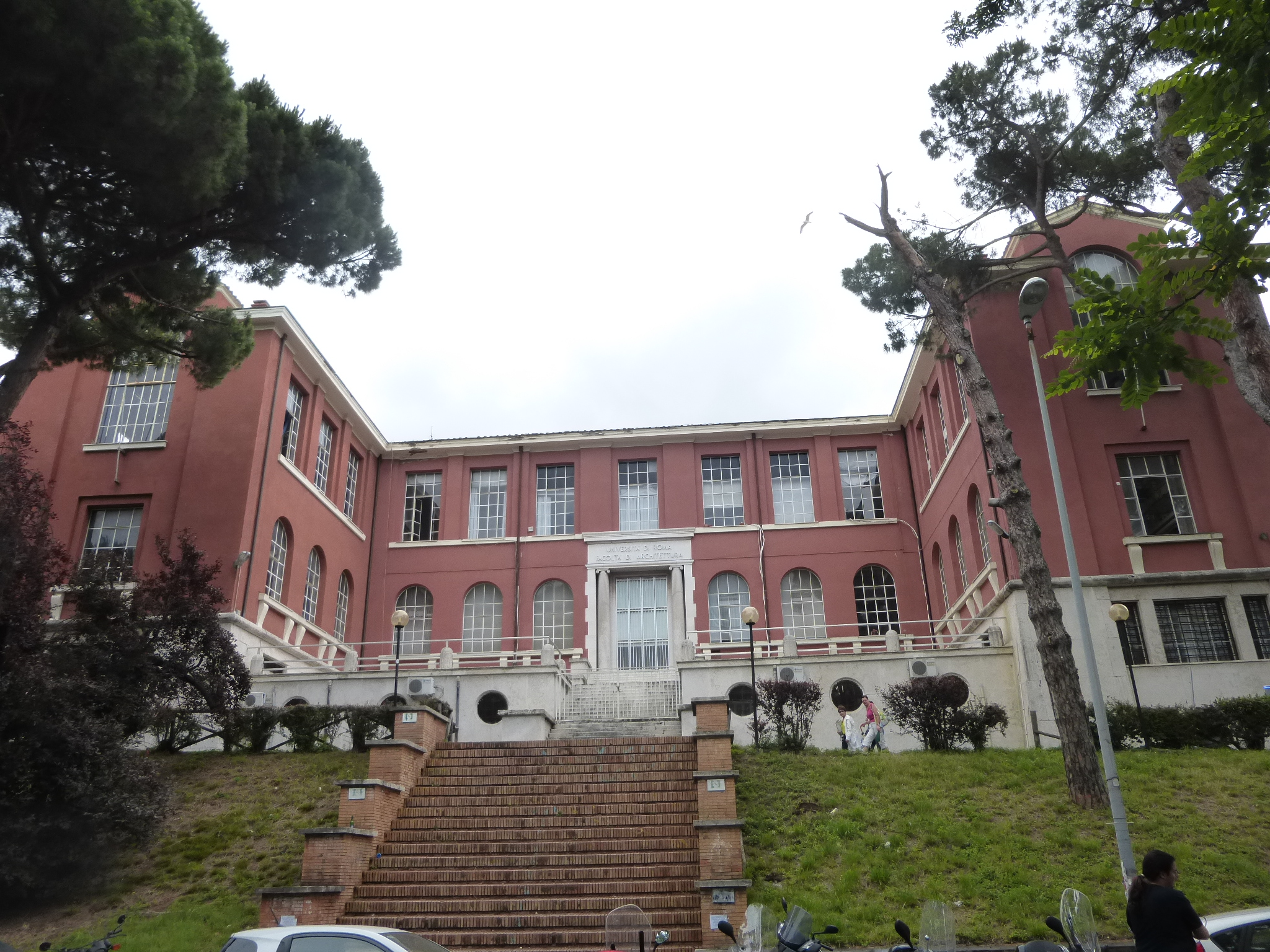
Facoltà di Architettura, Valle Giulia

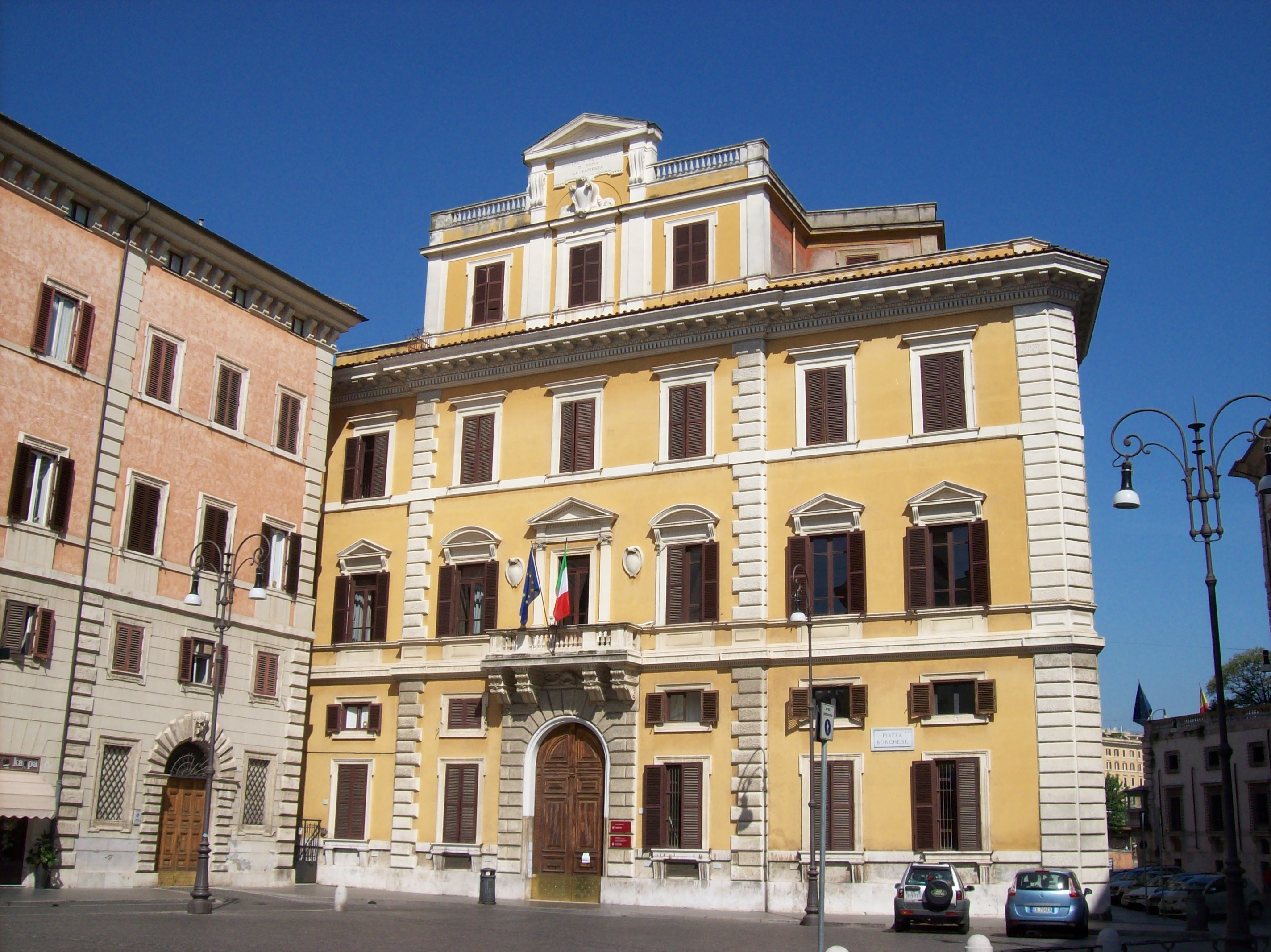
Facoltà di Architettura, piazza Borghese

Fondata nel 1920, è la prima facoltà di Architettura istituita in Italia. Nel 2000 fu divisa in due diverse facoltà: la Prima facoltà di Architettura "Ludovico Quaroni", con presidenza nei pressi di piazzale Flaminio, e la Facoltà di Architettura Valle Giulia. Nell'ambito della riorganizzazione della Sapienza, dal 1º novembre 2010 è tornata a essere un'unica facoltà. Ha quattro sedi: Piazza Borghese, Via Flaminia, Via Gianturco e Via Gramsci (Valle Giulia). A Valle Giulia si trova la Biblioteca Centrale di Architettura, la maggiore biblioteca italiana in materia di architettura.
È nota anche per gli scontri del Sessantotto – passati alla storia come battaglia di Valle Giulia – tra gli studenti che manifestavano, che si diedero il nome Gli Uccelli, e la polizia, cui presero parte, tra gli altri, Massimiliano Fuksas e Franco Russo, all'epoca giovani studenti, e Renato Guttuso, che in quella occasione realizzò i celebri murales sulla facciata dell'edificio di Via Gramsci tuttora presenti.

### Facoltà di Economia

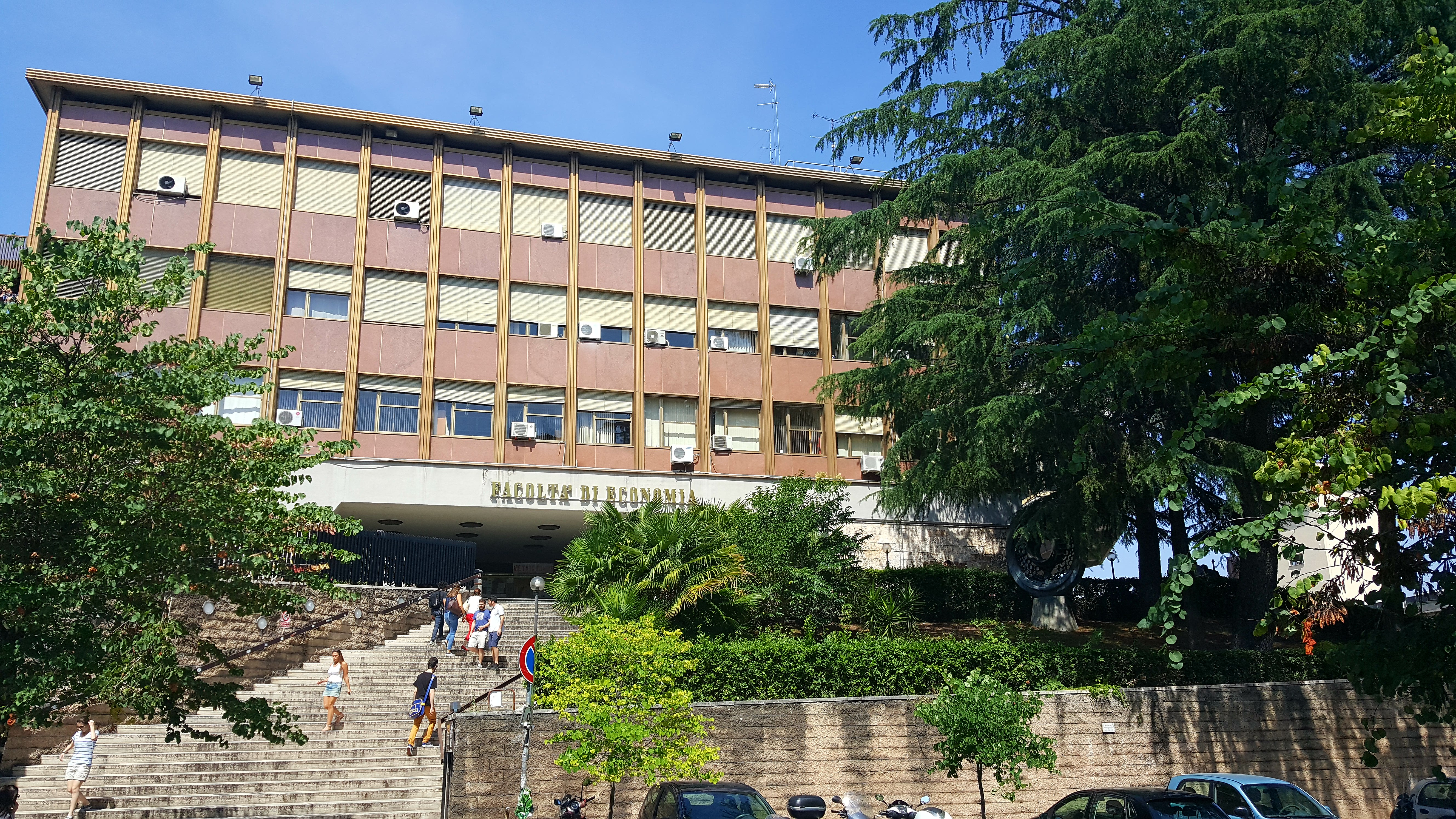
Facoltà di Economia, Via del Castro Laurenziano

La facoltà fu fondata nel 1906 per la formazione di funzionari pubblici con il nome di Regio Istituto Superiore di Studi Commerciali, Coloniali e Attuariali di Roma. L'economista e patriota Tullio Martello fu il primo Rettore dell'istituto. Nel segno della continuità, l'ultimo Rettore, Giacomo Acerbo, fu anche il primo Preside della neonata Facoltà di Economia e commercio nel 1935. Il famoso economista Enrico Barone fu Rettore dell'istituto dal 1922 al 1924. L'attuale denominazione Facoltà di Economia è stata assunta nell'anno accademico 1995/96.
La facoltà era collocata in alcuni spazi all'interno di palazzo Pamphilj a piazza Navona. Nel 1928, a facoltà si trasferì a piazza Borghese dove rimase fino al 1970. Dal 1970, la facoltà ha sede all'esterno della Città Universitaria, in via del Castro Laurenziano 9.
Hanno insegnato presso la facoltà docenti illustri quali, tra gli altri, Nicola Acocella, Enrico Barone, Federico Caffè, Bruno De Finetti, Amintore Fanfani, Francesco Forte, Giuseppe Guarino, Pietro Onida, Pier Carlo Padoan, Antonio Pedone, Ezio Tarantelli.
Molti nomi del mondo istituzionale, economico e finanziario, tra cui l'ex Presidente del Consiglio italiano Mario Draghi e l'ex governatore della Banca d'Italia Ignazio Visco, si sono formati qui, soprattutto presso la scuola di Federico Caffè.
La facoltà subì pesantemente le conseguenze degli anni di piombo. Il 21 giugno del 1977, il preside della Facoltà Remo Cacciafesta fu gambizzato dalla colonna romana delle Brigate Rosse. Il 27 marzo 1985, nel cortile della facoltà, le Brigate Rosse uccisero il professore Ezio Tarantelli.

### Facoltà di Farmacia e Medicina
La Facoltà è composta da nove dipartimenti, che organizzano i vari corsi di studio.

#### Facoltà di Medicina
Nel XVI secolo, con papa Leone X, l'insegnamento di Medicina si articolava in medicina teorica, medicina pratica e lettura dei semplici. Giulio III assegnò al collegio Medico la facoltà di conferire lauree in Medicina, mentre Gregorio XIII incominciò a sottoporre a esame tutti i laureati in medicina. Nel secolo successivo, Clemente X introdusse l'obbligo per i laureati di effettuare un tirocinio pratico ospedaliero al fine di ottenere la matricola o l'abilitazione all'esercizio professionale.
Nel 1824, la bolla di Leone XII introdusse la riforma medica universitaria per cui le lezioni venivano tenute principalmente in latino e le università di Roma e Bologna erano le sole autorizzate a conferire lauree in medicina (quattro anni) e chirurgia (tre anni). Nel 1870, durante il Regno d'Italia, le facoltà di Medicina e di Chirurgia si riunirono in una sola facoltà, con un solo corso di studi della durata di cinque anni, che divennero sei nel 1876. La facoltà opera all'interno del Policlinico Umberto I fin dalla sua apertura nel 1904.

#### Facoltà di Farmacia
Nel 1808, gli studi di Farmacia furono inseriti tra le discipline insegnate presso l'Archiginnasio Romano, una delle più antiche università italiane nata per volontà di papa Bonifacio VIII. Gli studi di Farmacia divennero regolari corsi universitari nel 1872 con la nascita della Regia Università di Roma. La facoltà di Farmacia fu istituita ufficialmente nel 1932.

### Facoltà di Lettere e filosofia

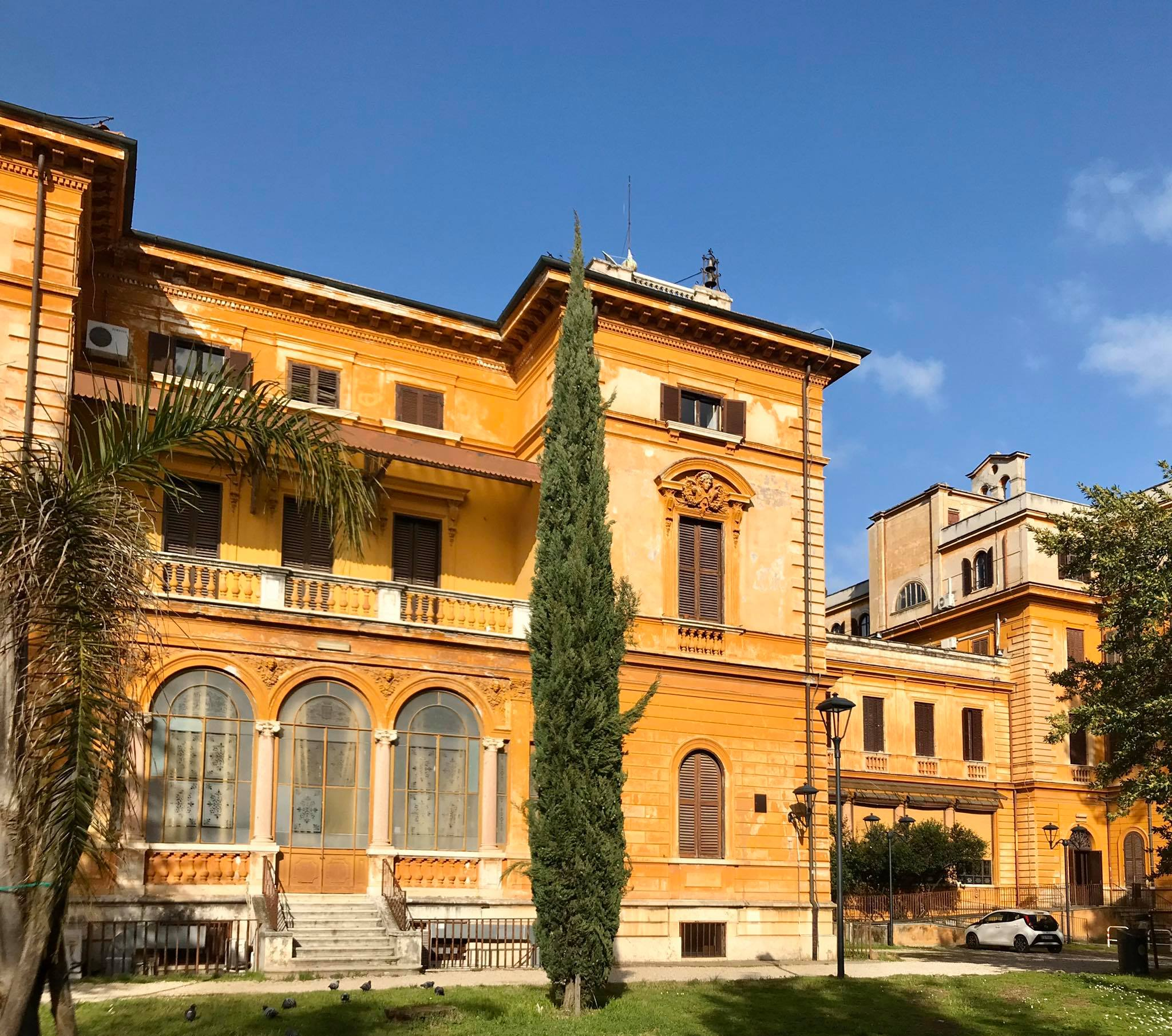
Villa Mirafiori, una delle sedi della Facoltà di lettere e filosofia

La Facoltà sostituisce le ex facoltà di Filosofia, Lettere, Scienze Umanistiche, Scuola Speciale per Archivisti e Bibliotecari, e Studi Orientali, dovuta alla riorganizzazione strutturale dell'Università sul finire del 2010. Le sedi della facoltà sono:
- Città Universitaria, nell'edificio di Lettere e Filosofia.
- Villa Mirafiori, una villa urbana poco distante da Piazza Bologna che ospita una biblioteca del settore filosofico, l'ILIESI (Istituto per il Lessico Intellettuale Europeo e Storia delle Idee) del CNR e la Fondazione Gentile, che comprende la biblioteca e l'archivio privato di Giovanni Gentile. Ospita il dipartimento di Filosofia.
- Ex Vetrerie Sciarra, nel quartiere San Lorenzo.
- Edificio Marco Polo (ex Sede Poste), nel quartiere San Lorenzo.[37]

### Facoltà di Giurisprudenza
La Facoltà di Giurisprudenza è la più antica fondazione, essendo stata istituita contemporaneamente alla nascita dell'Ateneo, nel 1303. Intenzione di Bonifacio VIII era dotare la città di Roma di una scuola di Diritto che esprimesse l'autorità della Chiesa anche nel campo degli studi giuridici.
La facoltà si distinse, nei secoli successivi, per gli insegnamenti di Diritto canonico e Diritto civile (di fatto, Diritto romano), nonché per la fedele adesione alla tradizione del mos italicus come metodo d'insegnamento: ciò comporto una scarsa sensibilità verso gli sviluppi scientifici dell'umanesimo giuridico prima e dell'illuminismo giuridico poi. L'ordinamento dei corsi rimase a lungo fermo su tale impostazione tradizionale e non conobbe una forte evoluzione; fece eccezione solamente l'insegnamento di Diritto penale. Tuttavia, l'attività didattica è sempre stata connotata da forte vivacità culturale nonché da un corpo docente di alto livello, la cui ricostruzione esatta è resa possibile dai Rotuli istituiti nel 1514.
Nel 1552, papa Giulio III riorganizzò l'Ateneo dopo i tragici eventi del Sacco di Roma del 1527, assegnando al Collegio degli avvocati concistoriali l'autorità di conferire il dottorato in diritto civile e in diritto canonico. Tale riforma venne confermata alla fine del secolo da Sisto V, il quale aggiunse alle prerogative del Collegio la scelta del rettore dello Studium romano. Nel 1811-1812, i francesi, nel tentativo di riformare l'Università romana in base alle indicazioni di Giovanni Ferri de Saint-Costant, previdero l'eliminazione dell'insegnamento di Diritto canonico e l'introduzione di quelli di Diritto civile, commerciale, processuale civile e processuale penale. La riforma non fu mai attuata, in quanto il dominio francese su Roma si interruppe bruscamente nel 1814 e il papa Leone XII, con la riorganizzazione degli studi universitari che operata nel 1824, si limitò a mantenere il precedente ordine degli studi, salvo innovarne la metodologia di insegnamento. Tale innovazione riscosse il consenso dei grandi giuristi tedeschi Friedrich Carl von Savigny e K.J.A. Mittermaier, i quali ebbero occasione di visitare la facoltà.
Con l'annessione di Roma al Regno d'Italia (1870), l'ordine degli studi fu radicalmente rinnovato, venendo conformato alle previsioni della legge Casati, che si ispirava agli ordinamenti delle grandi università europee. Il corpo docente fu arricchito da giuristi chiamati da tutta Italia. La Facoltà di Giurisprudenza ebbe così un periodo di fortissima innovazione e attività. La sua autorità fu confermata dalle frequenti richieste di pareri da parte del Parlamento e del Comune di Roma, nonché dalla previsione, con l'istituzione del Consiglio Superiore della Magistratura (1921), che i membri laici fossero designati dalla stessa.

#### La Facoltà oggi
L'edificio in cui ha sede la Facoltà di Giurisprudenza - inaugurato nel 1935 - si trova all'interno della Città Universitaria, accanto al rettorato.
La Facoltà rimasta a lungo l'unica in Italia a non aver applicato la riforma Berlinguer, legge 30/2000, con cui è stato introdotto l'ordinamento semestrale. Il tradizionale ordinamento annuale è stato mantenuto fino all'a.a. 2012/13.

### Facoltà di Ingegneria civile e industriale

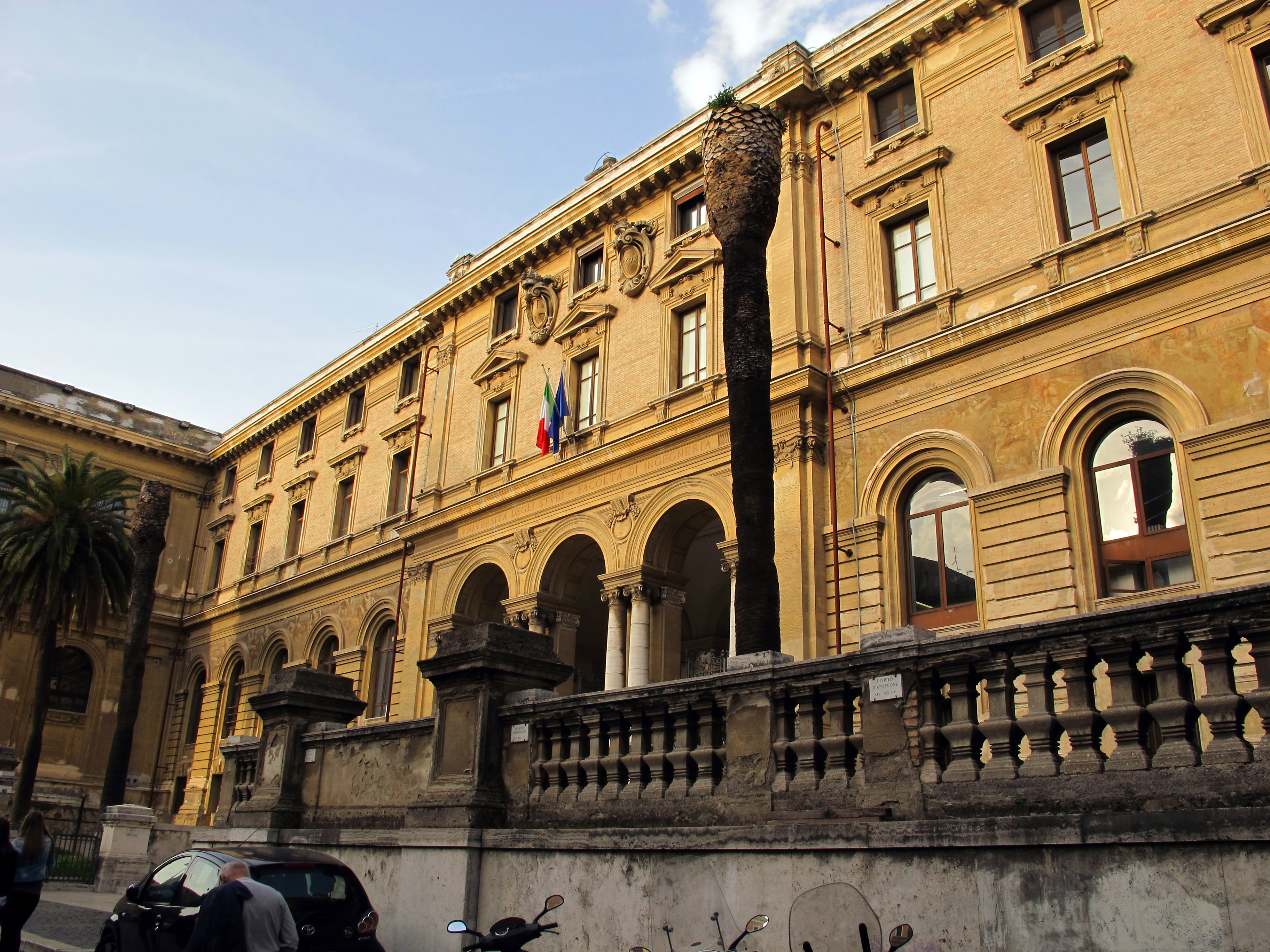
Palazzo di Ingegneria, sede della facoltà

La prima Scuola d'Ingegneria nasce con il motu proprio di papa Pio VII del 23 ottobre 1817 "Disposizioni regolatrici dei lavori pubblici di acque e strade" (Parte III); la scuola fu creata seguendo il modello delle due scuole ingegneristiche più rinomate in Europa, quella viennese e quella parigina. La necessità di aprire una scuola locale veniva soprattutto dai costi eccessivi causati dall'assunzione di ingegneri stranieri per lo Stato Pontificio. Contemporaneamente, venne fondata anche una sede distaccata a Ferrara, che ebbe però vita breve.
La sede principale è in via Eudossiana 18, nella sede dell'ex convento annesso alla Basilica di San Pietro in Vincoli al colle Oppio. Una targa al lato dell'ingresso commemora la messa in funzione della linea Roma-Tivoli nel 1892, la prima linea di trasmissione industriale di energia elettrica su lunga distanza al mondo, progettata dal prof. Guglielmo Mengarini. Alcuni corsi di laurea sono stati attivati presso le sedi distaccate di Latina e di Rieti, mentre vari insegnamenti (specialmente relativi ai primi anni di alcuni corsi di laurea) si svolgono presso la sede di via Scarpa, situata vicino alla facoltà di Economia.
Le due biblioteche del Dipartimento di Idraulica, trasporti e strade sono dedicate rispettivamente al prof. Franco Giannini, direttore dell'Istituto dei trasporti, e al suo successore prof. Vincenzo Leuzzi.

### Facoltà di Ingegneria dell'informazione, informatica e statistica
È nata il 1º novembre 2010 a seguito dei distaccamenti dalla facoltà di Ingegneria e di Scienze Matematiche, Fisiche e Naturali dei settori dell'Informatica e Ingegneria dell'informazione, accorpati alla preesistente Facoltà di Scienze Statistiche. Il 27 novembre 2009 si era tenuta la cerimonia di inaugurazione della Facoltà di Ingegneria dell'Informazione, che è successivamente confluita nella facoltà attuale.
Ne fanno parte quattro dipartimenti:
- Dipartimento di Informatica;
- Dipartimento di Ingegneria informatica, automatica e gestionale, con sede in via Ariosto 25 nel rione Esquilino;
- Dipartimento di Ingegneria dell'informazione, elettronica e telecomunicazioni;
- Dipartimento di Scienze statistiche.

### Facoltà di Scienze politiche, Sociologia, Comunicazione
Nata dalla fusione delle preesistenti Facoltà di Scienze Politiche, Sociologia e Scienze della Comunicazione, ha tre sedi: all'interno della Città Universitaria; presso la sede distaccata di via Salaria 113; presso la sede distaccata dell'ex caserma Sani in via Principe Amedeo 184.
Alla Facoltà di Scienze Politiche, Sociologia, Comunicazione fanno capo i seguenti dipartimenti:
- Comunicazione e ricerca sociale (CoRiS);
- Scienze politiche;
- Scienze sociali ed economiche.

Alla Facoltà fanno capo diversi osservatori permanenti come l'Osservatorio Europeo (coordinato dal Dipartimento di Scienze Sociali ed Economiche), l'Osservatorio Mediamonitor Politica, l'Osservatorio Mediamonitor Minori e il Cinemonitor (questi ultimi coordinati dal Dipartimento di Comunicazione e Ricerca Sociale). Al Dipartimento di CoRiS è anche affidata la gestione e il coordinamento di Radio Sapienza (web radio d'Ateneo) e del ComunicLab (magazine online sui media italiani).

### Scuole

#### Scuola di Ingegneria Aerospaziale
La sede coincideva originariamente con quella della Facoltà di Ingegneria, presso il monastero di San Pietro in Vincoli, di fronte al Colosseo, ma è stata in seguito spostata in via Salaria 851, vicino all'aeroporto dell'Urbe.
Dal punto di vista didattico la Scuola ha inizialmente offerto un corso di laurea in Ingegneria Aerospaziale, destinato ad allievi già in possesso di una laurea in Ingegneria. In ossequio alla mutata organizzazione degli studi universitari, la Scuola ha quindi gestito un corso di laurea specialistica – poi magistrale – in Ingegneria Astronautica. A partire dall'anno accademico 2015/16 la Scuola impartisce a studenti italiani e stranieri, già in possesso di titolo universitario, la laurea a statuto speciale in Ingegneria Aerospaziale, titolo di elevata specializzazione.

#### Scuola Speciale per Archivisti e Bibliotecari
La Scuola speciale ha sede in viale Regina Elena.

#### Sapienza School for Advanced Studies
La Sapienza School for Advanced Studies di Roma (o SSAS) è la scuola superiore universitaria dell'ateneo, fondata nel 2011 da Alessandro Schiesaro.
Gli studenti, parallelamente al corso di studi universitario, seguono ulteriori corsi e seminari interni alla SSAS. L'attività della scuola è organizzata in quattro classi accademiche: la "Classe Accademica delle Scienze della Vita" e la "Classe Accademica delle Scienze e Tecnologie", dedicate agli studenti che frequentano facoltà tecniche e scientifiche, la "Classe Accademica degli Studi Umanistici", di cui fanno parte gli studenti che frequentano facoltà umanistiche, e la "Classe Accademica delle Scienze giuridiche, politiche, economiche e sociali", dedicata alle discipline sociologiche, economiche, sociali.
L'ammissione avviene per concorso nell'anno di prima iscrizione all'università, avendo conseguito nel precedente anno scolastico la maturità o altro titolo equivalente con voto di minimo di 90/100. È prevista anche l'ammissione al primo anno dei corsi di laurea magistrale e fino all'anno accademico 2017/2018 anche al secondo anno per corsi di laurea a ciclo unico. La permanenza è subordinata al mantenimento di una media superiore ai 28/30, con voto minimo di 27/30, e al superamento di tutti gli esami previsti entro l'anno accademico.

## Polo museale Sapienza
Il Polo museale Sapienza è un gruppo di strutture museali facenti riferimento all'Università. La maggior parte di esse è situata all'interno della Città Universitaria, escluso l'Orto botanico sito a Largo Cristina di Svezia, il Museo di Anatomia Patologica sito nel Policlinico Umberto I, una parte del Museo di Zoologia sito nel Bioparco e altre sedi minori sparse nella Capitale e a Latina.

### Orto botanico
L'Orto Botanico nasce come Giardino dei Semplici già nell'XI secolo, anche se in realtà il primo giardino connesso con l'Università venne fondato da papa Niccolò V nel 1477, poi trasferito nei pressi della Fontana dell'Acqua Paola. Alla fine del secolo, più esattamente nel 1492, l'orto fu allestito all'interno di Palazzo Salviati. Oggi si trova dietro l'Accademia dei Lincei, nella zona di Trastevere, anche se una buona parte della vegetazione è custodita nell'Orto Botanico della Città Universitaria.

## Servizi

### Biblioteche
Con le sue numerose biblioteche, l'Università è sede del Polo SBN, che coordina e gestisce. La Biblioteca Universitaria Alessandrina, sempre all'interno dell'Università, è invece biblioteca responsabile del mantenimento del polo SBN delle biblioteche pubbliche statali di Roma.

### Sport
Gli impianti sportivi di Sapienza sono gestiti direttamente attraverso il Centro di Servizi Sportivi Sapienza Sport istituito nel 2018 a seguito di una seria e moderna riorganizzazione e ad un ripensamento strutturale dell'iniziativa sportiva dedicata agli utenti universitari. Questo dipartimento sportivo gestisce i campetti di calcio di via Osoppo, nei pressi della Città Universitaria, e l'immenso ed imponente impianto di Tor di Quinto, collegato all'Università per mezzo di navette ufficiali gratuite, dotato piscina e pista di atletica a otto corsie, palestre, di campi di calcio e calcetto, rugby, tennis, paddle e pallavolo. Inoltre, è possibile utilizzare gratuitamente alcune biciclette. Fra i gruppi sportivi, spicca nella pallavolo il Sapienza Volley Tor di Quinto, fra le più animate e in fermento di proprietà del Centro nel settore. È inoltre attivo un team dedito alle competizioni automobilistiche di Formula SAE, conosciuto come "Sapienza Corse".

### Servizio di Ateneo per l'Energia
Presso l'università è attivo un organismo che si occupa della distribuzione e dell'approvvigionamento dell'energia in tutte le sedi accademiche, compresa la Città Universitaria. Fra i progetti in corso si ricordano la Microturbina, un impianto di trigenerazione (presso l'edificio di Farmacologia), la Cogenerazione, un progetto per il Policlinico Umberto I e la Città Universitaria, e infine una demo di indagini termografiche all'interno della stessa Città universitaria.

## Centro MedioEva
Il Centro MedioEva è stato fondato nel giugno del 2022 ed è un centro internazionale e interuniversitario a cui partecipa l'Università degli Studi di Siena, l'Università degli Studi La Sapienza di Roma e l'Université de Tours. Il Centro nasce dalla necessità di promuovere, coordinare e realizzare attività di ricerca, convegni e pubblicazioni sulla letteratura femminile composta in latino e nelle lingue volgari nell'Europa medievale.

## Nella cultura di massa
- Il protagonista della novella L'eresia catara di Luigi Pirandello si chiama Bernardino Lamis ed è un docente della Sapienza, chiamata allora Università di Roma.
- La trilogia dei film della saga Smetto quando voglio del registra Sydney Sibilia racconta le vicende di ex-ricercatori della Sapienza e si svolge tra le strutture dell'ateneo.